# Mesures de qualité de l'air par les ambassades des États-Unis
Entre 2008 et 2025, le gouvernement des États-Unis dota des dizaines d'ambassades et consultats américains aux quatre coins du monde d'appareils mesurant la qualité de l'air en continu (notamment la concentration de particules fines), et publia les données associées en temps réel. Ce programme innovant a permis de collecter des jeux de données réputés fiables - pour certains pays, les premiers jeux de données sur la qualité de l'air - et qui furent utilisés dans de nombreux programmes scientifiques. Le programme engendra aussi des tensions diplomatiques avec certains pays, qui tentèrent de censurer ces données; cependant, de nombreux observateurs qualifient ce programme de succès diplomatique et un exemple réussi de soft power américain, entraînant des prises de conscience concernant la qualité de l'air auprès des populations locales et entraînant leurs gouvernements vers plus d'action pour améliorer la situation.
Le programme fut interrompu soudainement le 4 mars 2025, officiellement à cause de coupures budgétaires décrétées par le Département d'État du gouvernement américain.

## Mesures en Chine

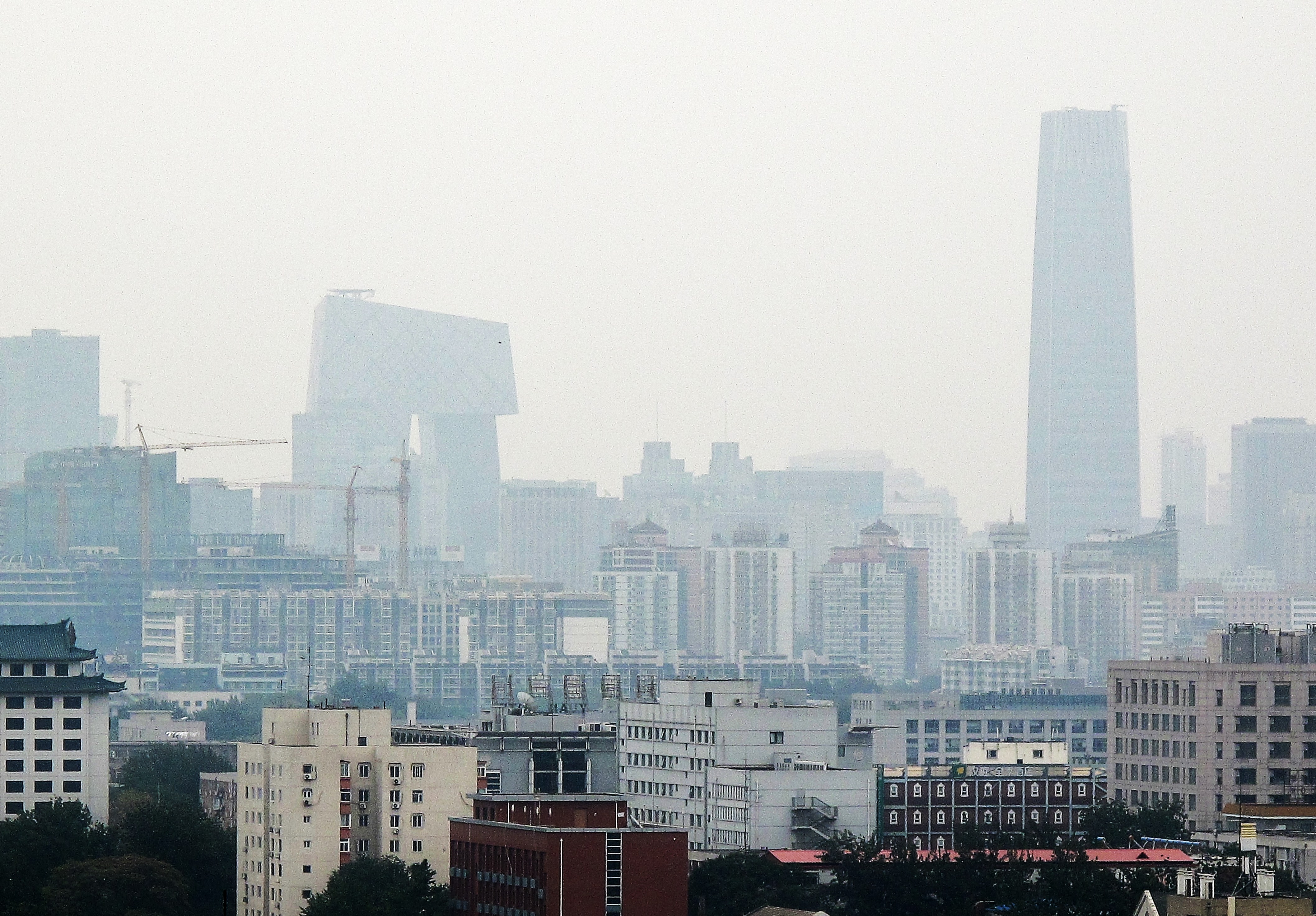
Pékin lors d'un épisode de pollution en octobre 2011.

Au printemps 2008, l'ambassade des États-Unis à Pékin, en Chine, installa un appareil de mesure de la qualité de l'air sur le toit du bâtiment avec l'aide de l'Environmental Protection Agency,. La raison officielle donnée concernait la protection de la santé du personnel de l'ambassade. Cependant, l'ambassade décida également de publier les mesures deux fois par jour sur Twitter (qui n'était alors pas encore banni en Chine) sur le compte @BeijingAir. À l'époque, malgré les efforts des autorités pour diminuer la pollution à l'approche des Jeux Olympiques de Pékin, l'air de Pékin était très pollué ; la publication de ces données fit que le sujet de la pollution aux particules fines devint alors un sujet de discussions sur les plateformes de microblogging en Chine, ce que les autorités ne voyèrent pas d'un bon œil.
Un câble diplomatique de 2009, plus tard révélé dans les Wikileaks, montre que le ministère chinois des affaires étrangères demanda aux États-Unis d'arrêter ces publications, les qualifiant de "portant à confusion", "insultantes", et pouvant avoir des "conséquences sociales" ; les États-Unis refusèrent d'accéder à cette demande,,.
En novembre 2010, le compte Twitter qualifiait la qualité de l'air de "complètement folle" (crazy bad) pour la première fois ; la concentration de particules fines atteint alors la valeur de 755 microgrammes par mètre cube, plus de 50 fois le taux recommandé par l'OMS. Le tweet devint viral, mais fut rapidement effacé et remplacé par le message plus sobre de "hors catégorie" (beyond index) ; certains pensent qu'il s'agissait d'une blague cachée et que le personnel de l'ambassade ne pensait que ce cas se produirait un jour,. Malgré des réactions positives sur Twitter (d'une honnêteté rafraîchissante, selon certains), le porte-parole de l'ambassade confirma qu'il s'agissait d'une erreur, et publia une excuse officielle pour cette gaffe diplomatique.
Cependant, la qualité de l'air continua d'atteindre des sommets néfastes pour la santé en 2011, engendrant de la colère sur les réseaux sociaux comme Weibo. Les utilisateurs se plaignaient de la qualité de l'air ; des comptes influents (comme celui de Pan Shiyi) organisaient des sondages sur la nécessité de normes plus strictes concernant la qualité de l'air ; et les autorités étaient souvent accusées de produire des statistiques officielles qui sous-estimaient la gravité de la situation par rapport aux données et recommendations américaines,. En 2011, lorsque le gouvernement chinois entreprit une mise à jour de ses standards de mesure de qualité de l'air, le premier jet du document indiquait que les particules fines ne seraient ni mesurées ni communiquées ; cependant, devant la fureur populaire sur les réseaux sociaux, le gouvernement revut sa copie et intégra les particules fines dans ses standards publiés plus tard. Dix ans après les faits, le Global Times (tabloid anglophone qui suit la ligne du Parti communiste chinois) concéda que les valeurs hors catégorie mesurées et publiées par l'ambassade américaine mit les autorités chinoises sous pression, notamment via les utilisateurs de réseaux sociaux, qui soutenaient en majorité la publication des données par l'ambassade américaine.
La qualité de l'air fut extrêmement mauvaise en décembre 2011 ; et le 9 janvier 2012, alors que la pollution atmosphérique est classée "dangereuse" par l'ambassade américaine à Pékin et que plus de 150 vols sont annulés, le bureau de l'environnement pékinois qualifiait la qualité de l'air de "bonne". Cependant, le 6 janvier 2012, la municipalité de Pékin annonça qu'elle allait commencer à publier des données incorporant les particules fines,. Les premières données furent publiées le 21 janvier 2012. Plus généralement, le 1er mars 2012, le gouvernement chinois dévoila de nouveaux critères pour mesurer la qualité de l'air qui incluaient les particules fines, ce qui fut rapporté par les médias officiels comme une victoire de la campagne menée par les citoyens sur les réseaux sociaux comme Weibo,. Il entreprit également d'ouvrir plus de stations de mesure et de publier les données dans toutes les municipalités. 
Cependant, les tensions avec l'ambassade américaine continuèrent. En juin 2012, le ministre adjoint chinois de la protection environnementale demanda publiquement aux missions de pays étrangers d'arrêter de publier ces données, déclarant que le gouvernement chinois était le seul autorisé à communiquer sur la qualité de l'air et mettant en cause la rigueur des autres sources. D'autres officiels chinois déclarèrent que les comptes Twitter contrevenaient aux lois chinoises, et à la Convention de Vienne sur les relations diplomatiques,. Les États-Unis campèrent sur leur position que ces données continueraient à être collectées car étant directement liées à la santé de citoyens américains, ; cependant, le personnel de l'ambassade se tourna également vers l'Environmental Protection Agency pour valider sa méthodologie devant les critiques.
La contestation populaire se poursuivit en 2012 et 2013, ce qui continua à pousser le gouvernement chinois vers plus de transparence et d'engagement,. En janvier 2013, alors que le nord du pays souffre d'un épisode de pollution, les autorités chinoises autorisent les médias à parler du sujet, ce qui fut interprété comme un signe que le gouvernement chinois pensait que le sujet ne pouvait plus être évité étant donnée la colère croissante du peuple,. Cependant, le propos peut être mesuré par le fait que plupart des messages sur Weibo à ce sujet mettaient l'accent sur les mesures de protection personnelle et l'achat de produits pour se protéger de la pollution, démontrant potentiellement que le gouvernement chinois tenta de dévier la contestation vers l'angle de la responsabilité personnelle plutôt que l'angle politique.
En 2013, la Chine avait installé 500 stations mesurant les particules fines dans 74 villes. Cependant, des observateurs avancent que les mesures chinoises étaient généralement à l'époque reconnues comme de moins bonne qualité que les mesures américaines, et que les citoyens se fiaient plus aux données américaines,,. Il n'existe pas de consensus sur la qualité des données chinoises : certaines études avancent que les données chinoises étaient manipulées en 2012 mais qu'elles étaient potentiellement plus fiables en 2013, et d'autres abondent en ce sens pour la période 2013-2015, alors que d'autres études avancent que les maquillages de données continuèrent au moins entre 2015 et 2017. Les États-Unis continuèrent d'ajouter des capteurs dans leurs ambassades et consultats en Chine, en commençant par Shanghai en 2011 ; en 2013, toutes les représentations américaines en Chine mesuraient la pollution de l'air. Les données américaines continuèrent cependant d'être source de tensions en Chine, comme en 2014, lorsque les autorités chinoises demandent à l'opérateur de l'application Air Quality Index de retirer les données américaines de leur application.
La pollution diminua dans la deuxième moitié de la décennie, de par les efforts chinois de mesurer la pollution et de la diminuer, notamment par des relocalisations d'usines polluantes. On trouve par exemple des chiffres de réductions de 40% de concentration de particulese files dans les données américaines entre 2012 et 2018, ou une réduction de 55% à Pékin entre 2015 et 2018.
L'impact des mesures américaines sur la population, et par effet domino sur les autorités, fut salué par de nombreux observateurs comme étant un grand succès, et un exemple de soft power diplomatique qui profite à l'image des États-Unis. L'ambassadeur des États-Unis en Chine de l'époque, Gary Locke, déclara qu'il n'avait jamais vu une initiative américaine avoir un tel effet immédiat et spectaculaire dans un pays, et l'initiative fut mise en valeur par le musée national de la diplomatie américaine.

## Extension du programme
Devant le succès du programme, en 2014 le secrétaire d'État John Kerry décida de formaliser le programme et la collaboration avec l'Environmental Protection Agency, formant le programme DOSAir. Le programme de mesure de qualité de l'air fut étendu à d'autres ambassades et consulats, et fut doté d'une infrastructure informatique centralisée pour rapporter ces résultats en temps réel sur un seul site (AirNow.gov).
En 2018, les ambassades américaines avaient installé des capteurs auprès de 26 ambassades dans 16 pays, comme celles de Sarajevo et São Paulo. En 2020, il y en avait plus de 50 dans 38 pays. En 2025, 78 capteurs transmettaient leurs données sur la plateforme AirNow.gov.
Dans certains endroits, les données américaines eurent un effet similaire aux données en Chine, informant la population locale qui fit alors pression sur leur gouvernement, comme ce fut le cas en Inde. Les données furent également utilisées à des fins scientifiques dans de nombreuses études sur la qualité de l'air, étant parfois les seuls jeux de données fiables mesurant en continu la qualité de l'air ; elles furent la base d'études au niveau national (Éthiopie, Congo) et mondial, dont des études sur la diminution de la pollution de l'air pendant la pandémie COVID.

## Fin du programme et bilan
Le 4 mars 2025, une communication du Département d'État américain annonce la fin du programme DOSAir, et l'arrêt de l'infrastructure informatique rassemblant et publiant les données en ligne,. Bien que la raison officielle donnée concerne la recherche d'économies, certains observateurs remarquèrent que le coût d'entretien de ces machines était insignifiant, et émirent l'hypothèse que la véritable raison était plutôt idéologique, motivée par une politique anti-environnement de l'administration Trump. Le Département d'État clarifie cependant que les ambassades et consulats peuvent continuer à collecter les données indépendamment. La nouvelle fut vécue comme un coup dur auprès des scientifiques étudiant la qualité de l'air, car ces mesures constituaient un jeu de données fondamental pour l'étude de la pollution dans le monde.
Une étude dans les Proceedings of the National Academy of Sciences (PNAS) parue en 2022 indiqua des bénéfices importants causés par ce programme, de l'ordre de 2-4ug/m3 de réduction de la pollution dans les villes qui avaient une représentation consulaire américaine publiant des données sur la qualité de l'air. L'étude extrapole ainsi un bénéfice médian (principalement en termes de mortalité évitée) de $127 millions de dollars par an et par ville. L'étude estime aussi que la prime de salaire versée aux employés des ambassades et consulats pour tenir compte de la dangerosité de leurs conditions de vie et de travail diminua de 7,6% en moyenne dans les villes équipées d'un capteur de pollution de l'air, générant une économie de plus de $30,000 par an par ambassade et consulat, bien supérieure au le coût d'entretien (et même d'achat) de capteurs de pollution, menant les auteurs à affirmer que le programme économisait de l'argent au gouvernement américain.